# Theodor Baare
Theodor Friedrich Wilhelm Baare (* 10. Juni 1875 in Bochum; † nach 1935) war ein deutscher Redakteur und Journalist.

## Leben
Er war der jüngste Sohn des Bochumer Industriellen und Geheimen Kommerzienrates Louis Baare und dessen zweiter Ehefrau Helene geborene André und hatte insgesamt sechs Brüder und drei Schwestern. Zu seinen älteren Brüdern zählen die beiden Unternehmer Friedrich ("Fritz") (1855–1917) und Wilhelm Baare (1857–1938).
Nach dem Ablegen des Abiturs am Gymnasium nahm Theodor Baare eine kaufmännische Lehre bei einem Großkaufmann auf und betrieb Sprachstudien durch längere Aufenthalte in den USA, in Kanada, in der Schweiz, in Frankreich und in Belgien.
Seit dem Jahre 1908 war Theodor Baare als Schriftleiter und selbstständiger Schriftsteller tätig. Er schrieb vor allem über Politik, volkswirtschaftliche Abhandlungen sowie landschaftliche und heimatgeschichtliche Stimmungsbilder, ferner Skizzen und Novellen u. a. für die Heimatblätter für das Industriegebiet. Daneben nahm er auch Übersetzungen vor. Als seinen Lebensmittelpunkt hatte er, nachdem er einige Jahre in Neuhaus (Oste) und danach in Freital wirkte, die Stadt Bad Harzburg am Nordrand des Harzes gewählt, wo er in der Bergstraße 12 wohnte. Dort geriet sein gleichnamiger Sohn in die Schlagzeilen, als dieser als katholischer Jungmann Werbung für die Zentrums-Partei betrieb und dabei auf offener Straße von zwei Nationalsozialisten zusammengeschlagen wurde.
Theodor Baare war Mitglied des Reichsverbandes der Deutschen Presse (RDP), der von 1910 bis 1945 im Deutschen Reich bestehenden Berufsvertretung für Journalisten. Spätestens seit 1929 war er Mitglied des Vereins Braunschweiger Presse. Ferner gehörte er dem von 1933 bis 1935 bestehenden Reichsverband Deutscher Schriftsteller an.

## Familie
Er heiratete am 28. Januar 1907 Helene, geborene Barkentien. Aus der gemeinsamen Ehe gingen die Kinder Theodor, Carmelita, Gwendolin, Waldtraut und Gudrun hervor.